# HMS Suffolk (55)
L'HMS Suffolk, número de gallardet 55, va ser un creuer pesant de classe County de la Royal Navy i part de la subclasse Kent . Va ser construïda per Portsmouth Dockyard, Portsmouth, Regne Unit, amb la quilla posada el 30 de setembre de 1924. Va ser avarat el 16 de febrer de 1926 i va ser posat en servei el 31 de maig de 1928. Durant la Segona Guerra Mundial, el Suffolk va participar en la campanya de Noruega el 1940 i després la batalla de l'estret de Dinamarca el 1941, abans de servir a l'Àrtida l'any següent. Després d'una reparació que va concloure l'abril de 1943, el creuer va servir a l'Extrem Orient fins al final de la guerra. En l'immediata postguerra, el Suffolk va fer tasques de transport entre l'Extrem Orient, Austràlia i el Regne Unit abans de ser posat en reserva a mitjans de 1946. El vaixell va ser venut i després desballestat el 1948.

## Història

### Abans de la Segona Guerra Mundial
El Suffolk, com els seus germans, va servir a l'estació de la Xina, excepte per a la reconstrucció, fins a l'esclat de la Segona Guerra Mundial. A principis de 1934 es va convertir en el vaixell insígnia de l'estació de la Xina quan l'almirall Sir Frederick Dreyer va enviar el Kent per a una reparació al Regne Unit. Va tornar a casa a Portsmouth el juliol de 1935 carregada amb 100 caixes d'artefactes xinesos "inestimables" per a una exposició a la Royal Academy of Arts. Durant el viatge de 45 dies es van transportar un total de 1022 peces, de les quals 780 pertanyien al Museu del Palau de Pequín. El trasllat i l'exposició van ser supervisats pel doctor C.W. Cheng de l'ambaixada xinesa a Londres, el conservador del Museu del Palau Chuang Yen i altres funcionaris xinesos.

### Campanya de Noruega
El Suffolk va tornar a casa el 1939 i després de l'esclat de la Segona Guerra Mundial va patrullar l'estret de Dinamarca l'octubre de 1939. L'abril de 1940 va participar en la campanya de Noruega. El 13 d'abril de 1940 el vaixell va arribar a Tórshavn per iniciar l'ocupació britànica de les illes Fèroe. El 14 d'abril de 1940 el Suffolk va enfonsar el petrolier alemany Skagerrak al nord-oest de Bodø, Noruega. El 17 d'abril de 1940, el Suffolk i quatre destructors (HMS Kipling, HMS Juno, HMS Janus i HMS Hereward) van ser enviats a bombardejar l'aeròdrom de Sola. L'operació va tenir poc efecte i les represàlies dels bombarders alemanys van danyar greument la popa del vaixell, obligant-lo a tornar a Scapa Flow. El Suffolk va estar fora d'acció des de l'abril de 1940 fins al febrer de 1941 mentre estava sent reparat al Clyde. El vaixell formava part del 4t Esquadró de Creuers.

### Batalla de l'estret de Dinamarca

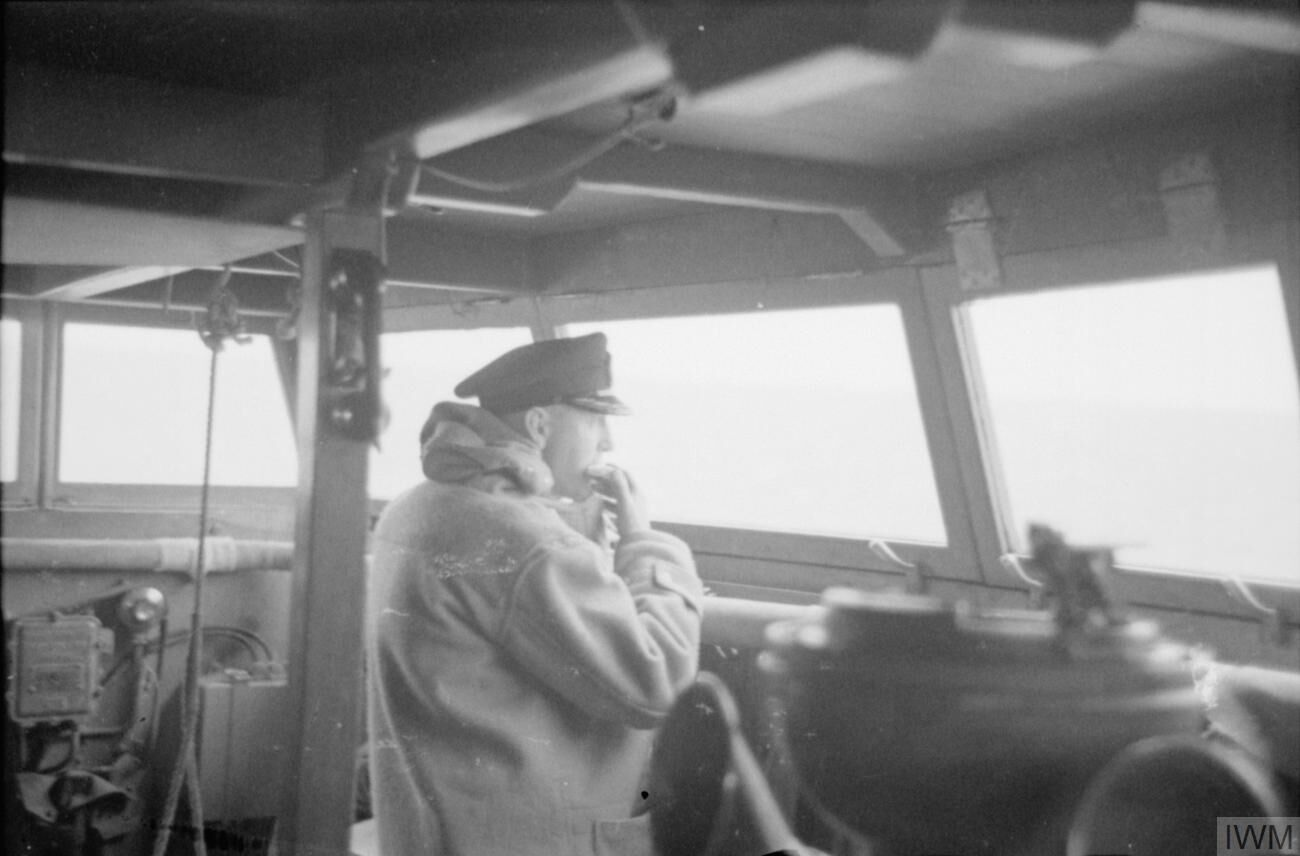
El capità del Suffolk, Robert Meyric Ellis, roman al pont per dinar mentre fa ombra al Bismarck

Durant el maig de 1941 el Suffolk va participar en la batalla de l'estret de Dinamarca i en l'enfonsament del cuirassat alemany Bismarck. El Suffolk va enfrontar-se amb el cuirassat dues vegades durant la batalla, disparant-li diverses salves. Utilitzant el seu radar, el Suffolk va poder rastrejar el Bismarck a través de l'estret de Dinamarca i va mantenir el contacte el temps suficient perquè altres unitats poguessin arribar al camí del Bismarck. Durant la batalla, el creuer de batalla Hood va ser enfonsat amb grans pèrdues de vides i el cuirassat Prince of Wales va ser danyat i obligat a retirar-se. Després, el Bismarck va aconseguir eludir el Suffolk i el Norfolk, que l'havien estat fent ombra, fent un gir de 270° darrere de les seves esteles, i com que el Bismarck estava perdent petroli, va intentar arribar a Brest, França, però més tard va ser descobert per un Catalina de la RAF i finalment va poder ser enfonsat per unitats pesades de la Royal Navy.

### Carrera posterior

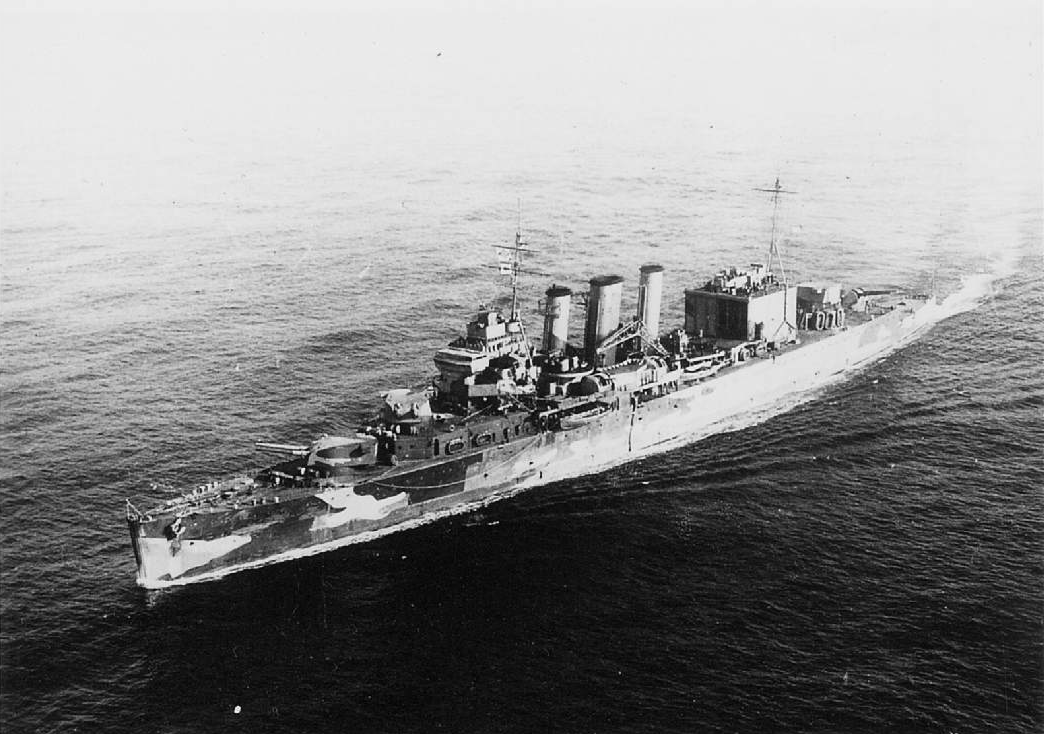
L'HMS Suffolk el maig de 1941

Després de les seves reparacions, el Suffolk va servir amb la Home Fleet a les aigües de l'oceà Àrtic fins a finals de 1942, després es va sotmetre a una renovació entre desembre de 1942 i abril de 1943 quan la torreta "X" va ser retirada i substituïda per canons antiaeris addicionals. En acabar-ho, el vaixell va ser ordenat a la Flota Oriental, operant a l'oceà Índic fins al final de la guerra.
Des del 26 d'agost de 1945 el Suffolk es va utilitzar per transportar personal militar i civil des d'Austràlia i l'Extrem Orient, de tornada al Regne Unit. Al seu retorn, el Suffolk va patir reparacions a Chatham Dockyard entre novembre de 1945 i gener de 1946. En acabar, va navegar de nou cap a Austràlia, tornant a l'abril de 1946. El seu darrer viatge va ser a Singapur arribant-hi al maig i tornant-hi el juliol de 1946.
L'estiu de 1946 va ser col·locat en una reserva no mantinguda fins al 1948. Amb les dificultats econòmiques de la postguerra de Gran Bretanya colpejant durament el 1947-1948, la flota de reserva es va vendre ràpidament i el Suffolk va ser donat de baixa i assignada a BISCO el 25 de març de 1948. Va ser remolcada a J Cashmore's (Newport, Gal·les ) on va arribar el 24 de juny de 1948 i el desballestament va començar immediatament.